# ابني (مسلسل)
ابني (بالتركية: Oğlum)‏ هو مسلسل دراما تركي من إنتاج شركة القمر للإنتاج وبطولة سونغل أودن، جانان ارغودار وكوبيلاي أكا.